# 双叶冠缝吸虫
双叶冠缝吸虫（学名：Patagifer bilobus）为棘口科冠缝属的动物。分布于俄罗斯、埃及、澳大利亚、巴西以及中国大陆的福建、河北等地，营寄生生活，宿主Carphibis spinicollis、骨顶鸡、彩鹳、白琵鹭以及彩鹬等。